# Andrée Chedid
Andrée Chedid, född Saab 20 mars 1920 i Kairo, död 6 februari 2011 i Paris, var en egyptisk-fransk författare.
Chedid debuterade 1943 i Kairo med den engelskspråkiga diktsamlingen On the Trails of my Fancy. År 1946 bosatte hon sig i Paris och författade därefter franskspråkiga diktsamlingar, romaner, noveller och teaterpjäser. Hennes verk präglas av orientaliska motiv och döden är ständigt närvarande. Flera av hennes romaner utspelas i Egypten, till exempel Les Marches de sables ("Sandtrapporna", 1981), eller i Libanon, La Maison sans racines ("Huset utan grund", 1985). Hon tilldelades Grand prix de littérature Paul Morand 1994.